# Słonica Nellie
Słonica Nellie / Słoniczka Nellie (ang. Nellie the Elephant) – brytyjski serial animowany emitowany w latach 1989-1991. Bazujący na piosence dla dzieci Nellie the Elephant napisanej w 1956 roku przez Ralpha Butlera i Petera Harta. Serial liczy 30 odcinków trwających 5 minut. Przedstawia przygody różowej słonicy, która uciekła z cyrku, by wrócić do domu w Mandalay.

## Fabuła
Różowa słoniczka Nellie mieszkała i pracowała w cyrku. Pewnej nocy usłyszała znajome nawoływania stada słoni. Nellie bardzo zatęskniła za swoją rodziną i przyjaciółmi, dlatego też postanowiła ich odszukać. Spakowała swoje rzeczy w maleńką walizeczkę i wyruszyła w daleką podróż pełną przygód.

## Obsada (głosy)
- Lulu jako Słonica Nellie
- Tony Robinson jako narrator

## Wersja polska
W Polsce serial był emitowany z angielskim dubbingiem i polskim lektorem w TV Regionalnej. Ostatni 30. odcinek wyemitowano 24 lutego 1996.
Kilka odcinków zostało wydanych na VHS w serii: Bajkowy Kogel-Mogel. Serial został wydany na DVD pod nazwą Słoniczka Nellie.

## Piosenki
Wersja śpiewana przez Lulu została wydana jako singiel w 1990 roku.

## Spis odcinków
- Nellie i duch[6] (Nellie and the Ghost)
- Przygoda na wsi[6] (Nellie Visits a Farm)
- Zabawny rejs[6] (Nellie Goes to Sea)
- Śnieżny dzień[6]  (Nellie on a Snowy Day)
- Nadmorska przygoda[6]  (Nellie at the Seaside)
- Peleryna Nellie[7][12] (Nellie's Raincoat)
- Przygody wieloryba[12] (Nellie and the Whale)
- Nellie and the Burning Farm
- Nellie Takes a Jumbo Jet
- Nellie the Theatre Star
- Dom, w którym straszy[12] (Nellie and the Haunted House)
- Nellie and the Park Disco
- Nellie at the Fun Fair
- Nellie Rescues Mrs Maple's Moggy
- Nellie Goes Ballooning
- Nellie Goes to the Moon
- Nellie Goes Swimming
- Nellie and the Flying Saucer
- Nellie and the Brass Band
- Nellie Joins the Team
- Nellie Visits a Library
- Nellie on an Ocean Cruise
- Nellie Goes Apple Picking
- Nellie at the Olympics
- Nellie Goes to Peanut Junction
- Nellie the Ski Champion
- Nellie Takes the Train
- Nellie and the Mystery Tour
- Nellie at the Big Store
- Nellie Goes Time Travelling